# 53 Virginis
53 Virginis, som är stjärnans Flamsteed-beteckning, är en ensam stjärna i den södra delen av stjärnbilden Jungfrun,. Den har en genomsnittlig skenbar magnitud på ca 5,04 och är svagt synlig för blotta ögat där ljusföroreningar ej förekommer. Baserat på parallaxmätning inom Hipparcosuppdraget på ca 29,5 mas, beräknas den befinna sig på ett avstånd på ca 111 ljusår (ca 34 parsek) från solen. Den rör sig närmare solen med en heliocentrisk radialhastighet på ca -13 km/s. Stjärnan har en relativt stor egenrörelse och förflyttar sig över himlavalvet med en hastighet av ca 0,284 bågsekunder per år vid en positionsvinkel av 162,6°.

## Egenskaper
53 Virginis är en gul till vit stjärna i huvudserien av spektralklass F5.5 V. Den har en massa som är ca 1,2 solmassor, en radie som är ca 3 solradier  och utsänder ca 9,5 gånger mera energi än solen från dess fotosfär vid en effektiv temperatur på ca 6 300 K. Stjärnan har en projicerad rotationshastighet på 13,5 km/s, och verkar ha en varierande rotation.
53 Virginis är en misstänkt variabel, som varierar mellan visuell magnitud +5,03 och 5,06 utan någon fastställd periodicitet. Den har tre visuella följeslagare, varav den närmaste är en stjärna av magnitud 12,5 med en vinkelavskiljning av 104,10 bågsekunder vid en positionsvinkel på 1° år 2000.